# Élections cantonales de 2004 dans le Gard
Les élections cantonales ont lieu les 21 et 28 mars 2004.
Lors de ces élections, 23 des 46 cantons du Gard sont renouvelés. Elles voient la reconduction de la majorité socialiste dirigée par Damien Alary, président du conseil général depuis 2001.

## Résultats à l’échelle du département
Répartition départementale des résultats (2e tour).
- PCF (16,03 %)
- PS (31,92 %)
- DVG (4,71 %)
- Divers (0,35 %)
- UMP (28,23 %)
- UDF (4,74 %)
- DVD (0,89 %)
- FN (13,11 %)

| Étiquette      | Étiquette                          | Premier tour | Premier tour | Second tour | Second tour | Sièges |
| Étiquette      | Étiquette                          | Voix         | %            | Voix        | %           | Sièges |
| -------------- | ---------------------------------- | ------------ | ------------ | ----------- | ----------- | ------ |
|                | Parti socialiste                   | 36 992       | 28,31        | 41 596      | 31,92       | 13     |
|                | Parti communiste français          | 18 998       | 14,54        | 20 894      | 16,03       | 5      |
|                | Divers gauche                      | 4 964        | 3,80         | 6 141       | 4,71        | 1      |
|                | Les Verts                          | 4 626        | 3,54         |             |             |        |
|                | Extrême gauche                     | 1 190        | 0,91         |             |             |        |
| Gauche         | Gauche                             | 66 770       | 51,10        | 68 631      | 52,66       | 19     |
|                |                                    |              |              |             |             |        |
|                | Union pour un mouvement populaire  | 27 931       | 21,37        | 36 792      | 28,23       | 2      |
|                | Front national                     | 20 481       | 15,67        | 17 089      | 13,11       | 0      |
|                | Union pour la démocratie française | 8 188        | 6,27         | 6 176       | 4,74        | 0      |
|                | Divers droite                      | 4 659        | 3,56         | 1 164       | 0,89        | 1      |
|                | Extrême droite                     | 801          | 0,61         |             |             |        |
| Droite         | Droite                             | 62 060       | 47,48        | 61 221      | 46,97       | 3      |
|                |                                    |              |              |             |             |        |
|                | Écologistes divers                 | 908          | 0,69         |             |             |        |
|                |                                    |              |              |             |             |        |
|                | Divers                             | 952          | 0,73         | 455         | 0,35        | 1      |
|                |                                    |              |              |             |             |        |
| Inscrits       | Inscrits                           | 200 459      | 100,00       | 191 472     | 100,00      |        |
| Abstention     | Abstention                         | 64 892       | 32,37        | 54 865      | 28,65       |        |
| Votants        | Votants                            | 135 567      | 67,63        | 136 607     | 71,35       |        |
| Blancs et nuls | Blancs et nuls                     | 4 877        | 3,60         | 6 300       | 4,61        |        |
| Exprimés       | Exprimés                           | 130 690      | 96,40        | 130 307     | 95,39       |        |

## Résultats par canton

### Canton d'Aigues-Mortes
| Candidats      | Candidats          | Étiquette      | Premier tour | Premier tour | Second tour | Second tour |
| Candidats      | Candidats          | Étiquette      | Voix         | %            | Voix        | %           |
| -------------- | ------------------ | -------------- | ------------ | ------------ | ----------- | ----------- |
|                | Léopold Rosso*     | UMP            | 3 518        | 41,61        | 4 211       | 45,44       |
|                | Jean-Claude Campos | PS             | 2 352        | 27,82        | 3 681       | 39,72       |
|                | Georges Roussel    | FN             | 1 700        | 20,11        | 1 376       | 14,85       |
|                | Sodol Colombini    | PCF            | 884          | 10,46        |             |             |
|                |                    |                |              |              |             |             |
| Inscrits       | Inscrits           | Inscrits       | 12 885       | 100,00       | 12 883      | 100,00      |
| Abstention     | Abstention         | Abstention     | 4 057        | 31,49        | 3 348       | 25,99       |
| Votants        | Votants            | Votants        | 8 828        | 68,51        | 9 535       | 74,01       |
| Blancs et nuls | Blancs et nuls     | Blancs et nuls | 374          | 4,24         | 267         | 2,80        |
| Exprimés       | Exprimés           | Exprimés       | 8 454        | 95,76        | 9 268       | 97,20       |

*sortant

### Canton d'Alès-Nord-Est
| Candidats      | Candidats               | Étiquette      | Premier tour | Premier tour | Second tour | Second tour |
| Candidats      | Candidats               | Étiquette      | Voix         | %            | Voix        | %           |
| -------------- | ----------------------- | -------------- | ------------ | ------------ | ----------- | ----------- |
|                | Jacky Valy*             | PCF            | 2 859        | 32,25        | 5 572       | 61,75       |
|                | Guy Marrot              | UMP            | 1 904        | 21,48        | 3 452       | 38,25       |
|                | Fabien Gabillon         | PS             | 1 563        | 17,63        | Retrait     | Retrait     |
|                | Jean-Louis Bastid       | FN             | 1 336        | 15,07        |             |             |
|                | Paulette Vicente        | UDF            | 405          | 4,57         |             |             |
|                | Sabine Robert-Noyon     | Verts          | 306          | 3,45         |             |             |
|                | Marcel Brun             | EXG            | 257          | 2,90         |             |             |
|                | Mehrez Tria             | DVG            | 147          | 1,66         |             |             |
|                | Emmanuelle Dumont-Bizot | EXG            | 88           | 0,99         |             |             |
|                |                         |                |              |              |             |             |
| Inscrits       | Inscrits                | Inscrits       | 14 349       | 100,00       | 14 350      | 100,00      |
| Abstention     | Abstention              | Abstention     | 5 097        | 35,52        | 4 661       | 32,48       |
| Votants        | Votants                 | Votants        | 9 252        | 64,48        | 9 689       | 67,52       |
| Blancs et nuls | Blancs et nuls          | Blancs et nuls | 387          | 4,18         | 665         | 6,86        |
| Exprimés       | Exprimés                | Exprimés       | 8 865        | 95,82        | 9 024       | 93,14       |

*sortant

### Canton d'Alès-Ouest
| Candidats      | Candidats          | Étiquette      | Premier tour | Premier tour | Second tour | Second tour |
| Candidats      | Candidats          | Étiquette      | Voix         | %            | Voix        | %           |
| -------------- | ------------------ | -------------- | ------------ | ------------ | ----------- | ----------- |
|                | Jean-Michel Suau * | PCF            | 3 074        | 28,37        | 6 142       | 53,60       |
|                | Philippe Magne     | UMP            | 2 342        | 21,62        | 3 576       | 31,21       |
|                | Benjamin Mathéaud  | PS             | 2 243        | 20,70        | Retrait     | Retrait     |
|                | Alain Maillard     | FN             | 1 864        | 17,21        | 1 741       | 15,19       |
|                | Ariane Fournier    | UDF            | 785          | 7,25         |             |             |
|                | Pierre Alais       | ECO            | 343          | 3,17         |             |             |
|                | Brahim Soundali    | Verts          | 183          | 1,69         |             |             |
|                |                    |                |              |              |             |             |
| Inscrits       | Inscrits           | Inscrits       | 17 836       | 100,00       | 17 836      | 100,00      |
| Abstention     | Abstention         | Abstention     | 6 543        | 36,68        | 5 908       | 33,12       |
| Votants        | Votants            | Votants        | 11 293       | 63,32        | 11 928      | 66,88       |
| Blancs et nuls | Blancs et nuls     | Blancs et nuls | 459          | 4,06         | 469         | 3,93        |
| Exprimés       | Exprimés           | Exprimés       | 10 834       | 95,94        | 11 459      | 96,07       |

*sortant

### Canton d'Alzon
| Candidats      | Candidats                 | Étiquette      | Premier tour | Premier tour |
| Candidats      | Candidats                 | Étiquette      | Voix         | %            |
| -------------- | ------------------------- | -------------- | ------------ | ------------ |
|                | Jean-Claude Roustant*     | PS             | 430          | 64,56        |
|                | André Pizio               | Verts          | 71           | 10,66        |
|                | Yves Couderc              | DVG            | 65           | 9,76         |
|                | Mireille Reyre            | FN             | 55           | 8,26         |
|                | Claude Roussennac d'Olier | PCF            | 45           | 6,76         |
|                |                           |                |              |              |
| Inscrits       | Inscrits                  | Inscrits       | 959          | 100,00       |
| Abstention     | Abstention                | Abstention     | 254          | 26,49        |
| Votants        | Votants                   | Votants        | 705          | 73,51        |
| Blancs et nuls | Blancs et nuls            | Blancs et nuls | 39           | 5,53         |
| Exprimés       | Exprimés                  | Exprimés       | 666          | 94,47        |

*sortant

### Canton de Barjac
| Candidats      | Candidats         | Étiquette      | Premier tour | Premier tour | Second tour | Second tour |
| Candidats      | Candidats         | Étiquette      | Voix         | %            | Voix        | %           |
| -------------- | ----------------- | -------------- | ------------ | ------------ | ----------- | ----------- |
|                | Bernard Raoux*    | DVD            | 1 006        | 45,11        | 1 164       | 48,50       |
|                | Édouard Chaulet   | PCF            | 966          | 43,32        | 1 236       | 51,50       |
|                | Eugène Lesschaeve | FN             | 125          | 5,61         |             |             |
|                | Bernard Divol     | DVG            | 84           | 3,77         |             |             |
|                | Claude Pérez      | Verts          | 49           | 2,20         |             |             |
|                |                   |                |              |              |             |             |
| Inscrits       | Inscrits          | Inscrits       | 2 820        | 100,00       | 2 820       | 100,00      |
| Abstention     | Abstention        | Abstention     | 529          | 18,76        | 329         | 11,67       |
| Votants        | Votants           | Votants        | 2 291        | 81,24        | 2 491       | 88,33       |
| Blancs et nuls | Blancs et nuls    | Blancs et nuls | 61           | 2,66         | 91          | 3,65        |
| Exprimés       | Exprimés          | Exprimés       | 2 230        | 97,34        | 2 400       | 96,35       |

*sortant

### Canton de Bessèges
| Candidats      | Candidats        | Étiquette      | Premier tour | Premier tour |
| Candidats      | Candidats        | Étiquette      | Voix         | %            |
| -------------- | ---------------- | -------------- | ------------ | ------------ |
|                | Bernard Portalès | DVD            | 1 784        | 54,72        |
|                | Olivier Martin   | PS             | 1 131        | 34,69        |
|                | Prisca Vicat     | FN             | 172          | 5,28         |
|                | Didier Martinez  | PCF            | 160          | 4,91         |
|                | Pierre Villard   | EXG            | 13           | 0,40         |
|                |                  |                |              |              |
| Inscrits       | Inscrits         | Inscrits       | 4 524        | 100,00       |
| Abstention     | Abstention       | Abstention     | 1 185        | 26,19        |
| Votants        | Votants          | Votants        | 3 339        | 73,81        |
| Blancs et nuls | Blancs et nuls   | Blancs et nuls | 79           | 2,37         |
| Exprimés       | Exprimés         | Exprimés       | 3 260        | 97,63        |

### Canton de Lédignan
| Candidats      | Candidats                   | Étiquette      | Premier tour | Premier tour | Second tour | Second tour |
| Candidats      | Candidats                   | Étiquette      | Voix         | %            | Voix        | %           |
| -------------- | --------------------------- | -------------- | ------------ | ------------ | ----------- | ----------- |
|                | Françoise Laurent-Perrigot* | PS             | 1 300        | 40,37        | 2 057       | 68,91       |
|                | Bernard Clément             | PCF            | 922          | 28,63        | Retrait     | Retrait     |
|                | Marie-Line Monjiols         | UMP            | 598          | 18,57        | 928         | 31,09       |
|                | Lucien Ruis                 | FN             | 400          | 12,42        |             |             |
|                |                             |                |              |              |             |             |
| Inscrits       | Inscrits                    | Inscrits       | 4 405        | 100,00       | 4 405       | 100,00      |
| Abstention     | Abstention                  | Abstention     | 1 060        | 24,06        | 1 085       | 24,63       |
| Votants        | Votants                     | Votants        | 3 345        | 75,94        | 3 320       | 75,37       |
| Blancs et nuls | Blancs et nuls              | Blancs et nuls | 125          | 3,74         | 335         | 10,09       |
| Exprimés       | Exprimés                    | Exprimés       | 3 220        | 96,26        | 2 985       | 89,91       |

*sortant

### Canton de Nîmes-3
| Candidats      | Candidats          | Étiquette      | Premier tour | Premier tour | Second tour | Second tour |
| Candidats      | Candidats          | Étiquette      | Voix         | %            | Voix        | %           |
| -------------- | ------------------ | -------------- | ------------ | ------------ | ----------- | ----------- |
|                | Sylvie Sanchez     | FN             | 1 695        | 20,88        | 3 190       | 39,74       |
|                | Alain Clary        | PCF            | 1 643        | 20,24        | 4 837       | 60,26       |
|                | Jacques Bondoux    | PS             | 1 585        | 19,52        | Retrait     | Retrait     |
|                | Gérard di Domenico | UMP            | 1 348        | 16,61        |             |             |
|                | Mireille Lachaud   | UDF            | 909          | 11,20        |             |             |
|                | Hubert Ovanessian  | Verts          | 236          | 2,91         |             |             |
|                | François Combot    | ECO            | 203          | 2,50         |             |             |
|                | Gilles Desmas      | EXG            | 182          | 2,24         |             |             |
|                | Henric Quettelart  | SE             | 162          | 2,00         |             |             |
|                | Élizabeth Pascal   | EXD            | 109          | 1,34         |             |             |
|                | Daniel Lauriol     | DVD            | 46           | 0,57         |             |             |
|                |                    |                |              |              |             |             |
| Inscrits       | Inscrits           | Inscrits       | 13 545       | 100,00       | 13 541      | 100,00      |
| Abstention     | Abstention         | Abstention     | 5 184        | 38,27        | 4 701       | 34,72       |
| Votants        | Votants            | Votants        | 8 361        | 61,73        | 8 840       | 65,28       |
| Blancs et nuls | Blancs et nuls     | Blancs et nuls | 243          | 2,91         | 813         | 9,20        |
| Exprimés       | Exprimés           | Exprimés       | 8 118        | 97,09        | 8 027       | 90,80       |

### Canton de Nîmes-4
| Candidats      | Candidats                 | Étiquette      | Premier tour | Premier tour | Second tour | Second tour |
| Candidats      | Candidats                 | Étiquette      | Voix         | %            | Voix        | %           |
| -------------- | ------------------------- | -------------- | ------------ | ------------ | ----------- | ----------- |
|                | Bernard Casaurang*        | PS             | 1 458        | 27,18        | 2 569       | 44,75       |
|                | Daniel-Jean Valade        | UMP            | 1 255        | 23,40        | 2 112       | 36,79       |
|                | Lucien Ruty               | FN             | 1 004        | 18,72        | 1 060       | 18,46       |
|                | Jacques Mercier           | UDF            | 472          | 8,80         |             |             |
|                | Catherine Bernié-Boissard | PCF            | 441          | 8,22         |             |             |
|                | Silvain Pastor            | Verts          | 203          | 3,78         |             |             |
|                | Élisabeth Jurisic         | ECO            | 166          | 3,09         |             |             |
|                | Olivier de Mauvaisin      | EXG            | 163          | 3,04         |             |             |
|                | Christian Lacour-Ollé     | SE             | 79           | 1,47         |             |             |
|                | Paul Santoyo              | EXD            | 66           | 1,23         |             |             |
|                | François Duruy            | EXG            | 57           | 1,06         |             |             |
|                |                           |                |              |              |             |             |
| Inscrits       | Inscrits                  | Inscrits       | 9 559        | 100,00       | 9 557       | 100,00      |
| Abstention     | Abstention                | Abstention     | 3 991        | 41,75        | 3 528       | 36,92       |
| Votants        | Votants                   | Votants        | 5 568        | 58,25        | 6 029       | 63,08       |
| Blancs et nuls | Blancs et nuls            | Blancs et nuls | 204          | 3,66         | 288         | 4,78        |
| Exprimés       | Exprimés                  | Exprimés       | 5 364        | 96,34        | 5 741       | 95,22       |

*sortant

### Canton de Nîmes-5
| Candidats      | Candidats           | Étiquette      | Premier tour | Premier tour | Second tour | Second tour |
| Candidats      | Candidats           | Étiquette      | Voix         | %            | Voix        | %           |
| -------------- | ------------------- | -------------- | ------------ | ------------ | ----------- | ----------- |
|                | Franck Proust       | UMP            | 1 645        | 30,58        | 2 448       | 42,10       |
|                | Lily Granet         | PS             | 1 395        | 25,93        | 2 427       | 41,74       |
|                | Jean-Paul Sanchez   | FN             | 951          | 17,68        | 940         | 16,17       |
|                | Jacques Molle       | PCF            | 433          | 8,05         |             |             |
|                | Dominique Rodriguez | UDF            | 313          | 5,82         |             |             |
|                | Jean-Marc Philibert | ECO            | 196          | 3,64         |             |             |
|                | Jean-Marie Blanc    | Verts          | 188          | 3,50         |             |             |
|                | Aïcha Terbèche      | EXG            | 150          | 2,79         |             |             |
|                | Michel Servile      | EXD            | 75           | 1,39         |             |             |
|                | Nathalie Viellefon  | SE             | 33           | 0,61         |             |             |
|                |                     |                |              |              |             |             |
| Inscrits       | Inscrits            | Inscrits       | 8 743        | 100,00       | 8 741       | 100,00      |
| Abstention     | Abstention          | Abstention     | 3 195        | 36,54        | 2 770       | 31,69       |
| Votants        | Votants             | Votants        | 5 548        | 63,46        | 5 971       | 68,31       |
| Blancs et nuls | Blancs et nuls      | Blancs et nuls | 169          | 3,05         | 156         | 2,61        |
| Exprimés       | Exprimés            | Exprimés       | 5 379        | 96,95        | 5 815       | 97,39       |

### Canton de Pont-Saint-Esprit
| Candidats      | Candidats             | Étiquette      | Premier tour | Premier tour | Second tour | Second tour |
| Candidats      | Candidats             | Étiquette      | Voix         | %            | Voix        | %           |
| -------------- | --------------------- | -------------- | ------------ | ------------ | ----------- | ----------- |
|                | Gilbert Baumet*       | UMP            | 3 801        | 40,31        | 4 403       | 43,60       |
|                | Christophe Serre      | PS             | 3 055        | 32,40        | 4 463       | 44,19       |
|                | Alain Salsano         | FN             | 1 612        | 17,09        | 1 233       | 12,21       |
|                | Vivian Benoit         | PCF            | 599          | 6,35         |             |             |
|                | Martine Gros-Aguilera | SE             | 363          | 3,85         |             |             |
|                |                       |                |              |              |             |             |
| Inscrits       | Inscrits              | Inscrits       | 13 752       | 100,00       | 13 748      | 100,00      |
| Abstention     | Abstention            | Abstention     | 3 858        | 28,05        | 3 277       | 23,84       |
| Votants        | Votants               | Votants        | 9 894        | 71,95        | 10 471      | 76,16       |
| Blancs et nuls | Blancs et nuls        | Blancs et nuls | 464          | 4,69         | 372         | 3,55        |
| Exprimés       | Exprimés              | Exprimés       | 9 430        | 95,31        | 10 099      | 96,45       |

*sortant

### Canton de Roquemaure
| Candidats      | Candidats         | Étiquette      | Premier tour | Premier tour | Second tour | Second tour |
| Candidats      | Candidats         | Étiquette      | Voix         | %            | Voix        | %           |
| -------------- | ----------------- | -------------- | ------------ | ------------ | ----------- | ----------- |
|                | Patrice Prat      | DVG            | 2 596        | 27,04        | 4 735       | 47,53       |
|                | Michel Anastasy   | UMP            | 1 814        | 18,90        | 3 264       | 32,76       |
|                | Alain Feray       | FN             | 1 712        | 17,84        | 1 963       | 19,70       |
|                | Jacques Demanse   | PCF            | 1 694        | 17,65        | Retrait     | Retrait     |
|                | Guy Pécoul        | DVD            | 1 302        | 13,56        |             |             |
|                | Sylvain Iordanoff | Verts          | 254          | 2,65         |             |             |
|                | Christophe Benoit | EXG            | 134          | 1,40         |             |             |
|                | Évelyne Guenoun   | EXD            | 93           | 0,97         |             |             |
|                |                   |                |              |              |             |             |
| Inscrits       | Inscrits          | Inscrits       | 14 372       | 100,00       | 14 374      | 100,00      |
| Abstention     | Abstention        | Abstention     | 4 421        | 30,76        | 3 940       | 27,41       |
| Votants        | Votants           | Votants        | 9 951        | 69,24        | 10 434      | 72,59       |
| Blancs et nuls | Blancs et nuls    | Blancs et nuls | 352          | 3,54         | 472         | 4,52        |
| Exprimés       | Exprimés          | Exprimés       | 9 599        | 96,46        | 9 962       | 95,48       |

### Canton de Saint-André-de-Valborgne
| Candidats      | Candidats      | Étiquette      | Premier tour | Premier tour | Second tour | Second tour |
| Candidats      | Candidats      | Étiquette      | Voix         | %            | Voix        | %           |
| -------------- | -------------- | -------------- | ------------ | ------------ | ----------- | ----------- |
|                | Régis Martin   | PS             | 329          | 40,37        | 381         | 45,57       |
|                | Francis Maurin | SE             | 266          | 32,64        | 455         | 54,43       |
|                | Régis Bourelly | DVG            | 207          | 25,40        | Retrait     | Retrait     |
|                | René Foucart   | FN             | 13           | 1,60         |             |             |
|                |                |                |              |              |             |             |
| Inscrits       | Inscrits       | Inscrits       | 997          | 100,00       | 997         | 100,00      |
| Abstention     | Abstention     | Abstention     | 148          | 14,84        | 136         | 13,64       |
| Votants        | Votants        | Votants        | 849          | 85,16        | 861         | 86,36       |
| Blancs et nuls | Blancs et nuls | Blancs et nuls | 34           | 4,00         | 25          | 2,90        |
| Exprimés       | Exprimés       | Exprimés       | 815          | 96,00        | 836         | 97,10       |

### Canton de Saint-Chaptes
| Candidats      | Candidats          | Étiquette      | Premier tour | Premier tour | Second tour | Second tour |
| Candidats      | Candidats          | Étiquette      | Voix         | %            | Voix        | %           |
| -------------- | ------------------ | -------------- | ------------ | ------------ | ----------- | ----------- |
|                | Christophe Cavard* | PCF            | 1 831        | 30,19        | 3 107       | 49,22       |
|                | Georges Gal        | UMP            | 1 323        | 21,81        | 2 194       | 34,76       |
|                | Philip Rafinesque  | FN             | 1 076        | 17,74        | 1 011       | 16,02       |
|                | Frédéric Platon    | PS             | 1 059        | 17,46        | Retrait     | Retrait     |
|                | Alain Fabre        | UDF            | 418          | 6,89         |             |             |
|                | Christian Rousson  | Verts          | 288          | 4,75         |             |             |
|                | Michel Balbo       | EXD            | 70           | 1,15         |             |             |
|                |                    |                |              |              |             |             |
| Inscrits       | Inscrits           | Inscrits       | 8 756        | 100,00       | 8 760       | 100,00      |
| Abstention     | Abstention         | Abstention     | 2 472        | 28,23        | 2 195       | 25,06       |
| Votants        | Votants            | Votants        | 6 284        | 71,77        | 6 565       | 74,94       |
| Blancs et nuls | Blancs et nuls     | Blancs et nuls | 219          | 3,49         | 253         | 3,85        |
| Exprimés       | Exprimés           | Exprimés       | 6 065        | 96,51        | 6 312       | 96,15       |

*sortant

### Canton de Saint-Jean-du-Gard
| Candidats      | Candidats            | Étiquette      | Premier tour | Premier tour | Second tour | Second tour |
| Candidats      | Candidats            | Étiquette      | Voix         | %            | Voix        | %           |
| -------------- | -------------------- | -------------- | ------------ | ------------ | ----------- | ----------- |
|                | Lucien Affortit*     | PS             | 824          | 41,47        | 1 166       | 55,47       |
|                | Christophe Ruas      | UMP            | 744          | 37,44        | 936         | 44,53       |
|                | Jeannine Bourrely    | Verts          | 168          | 8,45         |             |             |
|                | Nicole Chaudesaigues | EXG            | 146          | 7,35         |             |             |
|                | Patrick Confort      | FN             | 105          | 5,28         |             |             |
|                |                      |                |              |              |             |             |
| Inscrits       | Inscrits             | Inscrits       | 2 743        | 100,00       | 2 743       | 100,00      |
| Abstention     | Abstention           | Abstention     | 667          | 24,32        | 531         | 19,36       |
| Votants        | Votants              | Votants        | 2 076        | 75,68        | 2 212       | 80,64       |
| Blancs et nuls | Blancs et nuls       | Blancs et nuls | 89           | 4,29         | 110         | 4,97        |
| Exprimés       | Exprimés             | Exprimés       | 1 987        | 95,71        | 2 102       | 95,03       |

*sortant

### Canton de Saint-Mamert-du-Gard
| Candidats      | Candidats         | Étiquette      | Premier tour | Premier tour | Second tour | Second tour |
| Candidats      | Candidats         | Étiquette      | Voix         | %            | Voix        | %           |
| -------------- | ----------------- | -------------- | ------------ | ------------ | ----------- | ----------- |
|                | William Dumas*    | PS             | 2 694        | 40,86        | 3 776       | 56,64       |
|                | Jean-Marie Robert | FN             | 1 160        | 17,59        | 1 179       | 17,68       |
|                | Louis Régis       | UMP            | 1 092        | 16,56        | 1 712       | 25,68       |
|                | Gilles Favier     | Verts          | 569          | 8,63         |             |             |
|                | François Granier  | UDF            | 549          | 8,33         |             |             |
|                | Claudette Breysse | PCF            | 480          | 7,28         |             |             |
|                | Christophe Plan   | SE             | 49           | 0,74         |             |             |
|                |                   |                |              |              |             |             |
| Inscrits       | Inscrits          | Inscrits       | 9 862        | 100,00       | 9 862       | 100,00      |
| Abstention     | Abstention        | Abstention     | 3 037        | 30,79        | 2 911       | 29,52       |
| Votants        | Votants           | Votants        | 6 825        | 69,21        | 6 951       | 70,48       |
| Blancs et nuls | Blancs et nuls    | Blancs et nuls | 232          | 3,40         | 284         | 4,09        |
| Exprimés       | Exprimés          | Exprimés       | 6 593        | 96,60        | 6 667       | 95,91       |

*sortant

### Canton de Sommières
| Candidats      | Candidats          | Étiquette      | Premier tour | Premier tour | Second tour | Second tour |
| Candidats      | Candidats          | Étiquette      | Voix         | %            | Voix        | %           |
| -------------- | ------------------ | -------------- | ------------ | ------------ | ----------- | ----------- |
|                | Christian Valette* | PS             | 4 406        | 39,12        | 6 406       | 54,61       |
|                | Alain Danilet      | UMP            | 2 712        | 24,08        | 3 440       | 29,32       |
|                | Jean Miclot        | FN             | 1 824        | 16,19        | 1 885       | 16,07       |
|                | Benoît Garrec      | Verts          | 832          | 7,39         |             |             |
|                | Yvan Zaragoza      | PCF            | 807          | 7,17         |             |             |
|                | Philippe Ratier    | DVD            | 521          | 4,63         |             |             |
|                | Jeanine Servile    | EXD            | 161          | 1,43         |             |             |
|                |                    |                |              |              |             |             |
| Inscrits       | Inscrits           | Inscrits       | 17 090       | 100,00       | 17 066      | 100,00      |
| Abstention     | Abstention         | Abstention     | 5 403        | 31,61        | 4 827       | 28,28       |
| Votants        | Votants            | Votants        | 11 687       | 68,39        | 12 239      | 71,72       |
| Blancs et nuls | Blancs et nuls     | Blancs et nuls | 424          | 3,63         | 508         | 4,15        |
| Exprimés       | Exprimés           | Exprimés       | 11 263       | 96,37        | 11 731      | 95,85       |

*sortant

### Canton de Sumène
| Candidats      | Candidats               | Étiquette      | Premier tour | Premier tour |
| Candidats      | Candidats               | Étiquette      | Voix         | %            |
| -------------- | ----------------------- | -------------- | ------------ | ------------ |
|                | Yvan Bresson*           | PS             | 1 105        | 65,93        |
|                | Jean-Paul Durand        | UMP            | 234          | 13,96        |
|                | Thierry Bazzana         | Verts          | 136          | 8,11         |
|                | Oleg Tchechovitch       | PCF            | 103          | 6,15         |
|                | Gilbert Émile-dit-Bigas | FN             | 98           | 5,85         |
|                |                         |                |              |              |
| Inscrits       | Inscrits                | Inscrits       | 2 312        | 100,00       |
| Abstention     | Abstention              | Abstention     | 594          | 25,69        |
| Votants        | Votants                 | Votants        | 1 718        | 74,31        |
| Blancs et nuls | Blancs et nuls          | Blancs et nuls | 42           | 2,44         |
| Exprimés       | Exprimés                | Exprimés       | 1 676        | 97,56        |

*sortant

### Canton de Trèves
| Candidats      | Candidats                | Étiquette      | Premier tour | Premier tour |
| Candidats      | Candidats                | Étiquette      | Voix         | %            |
| -------------- | ------------------------ | -------------- | ------------ | ------------ |
|                | Martin Delord*           | PS             | 677          | 66,90        |
|                | Bernard Castagnet        | UMP            | 287          | 28,36        |
|                | Danielle Vergnes-Grimaud | PCF            | 27           | 2,67         |
|                | Bernadette Couvreur      | FN             | 21           | 2,08         |
|                |                          |                |              |              |
| Inscrits       | Inscrits                 | Inscrits       | 1 174        | 100,00       |
| Abstention     | Abstention               | Abstention     | 145          | 12,35        |
| Votants        | Votants                  | Votants        | 1 029        | 87,65        |
| Blancs et nuls | Blancs et nuls           | Blancs et nuls | 17           | 1,65         |
| Exprimés       | Exprimés                 | Exprimés       | 1 012        | 98,35        |

*sortant

### Canton d'Uzès
| Candidats      | Candidats         | Étiquette      | Premier tour | Premier tour | Second tour | Second tour |
| Candidats      | Candidats         | Étiquette      | Voix         | %            | Voix        | %           |
| -------------- | ----------------- | -------------- | ------------ | ------------ | ----------- | ----------- |
|                | Denis Bouad       | PS             | 3 169        | 35,51        | 5 441       | 54,50       |
|                | Jean-Luc Chapon*  | UDF            | 3 133        | 35,11        | 4 542       | 45,50       |
|                | François Bonnieux | FN             | 1 175        | 13,17        |             |             |
|                | Bernard Rieu      | PCF            | 635          | 7,12         |             |             |
|                | Martial Jourdan   | Verts          | 596          | 6,68         |             |             |
|                | Christian Érasmi  | DVG            | 132          | 1,48         |             |             |
|                | Gérard Meny       | EXD            | 84           | 0,94         |             |             |
|                |                   |                |              |              |             |             |
| Inscrits       | Inscrits          | Inscrits       | 13 996       | 100,00       | 13 997      | 100,00      |
| Abstention     | Abstention        | Abstention     | 4 783        | 34,17        | 3 569       | 25,50       |
| Votants        | Votants           | Votants        | 9 213        | 65,83        | 10 428      | 74,50       |
| Blancs et nuls | Blancs et nuls    | Blancs et nuls | 289          | 3,14         | 445         | 4,27        |
| Exprimés       | Exprimés          | Exprimés       | 8 924        | 96,86        | 9 983       | 95,73       |

*sortant

### Canton de Vauvert
| Candidats      | Candidats         | Étiquette      | Premier tour | Premier tour | Second tour | Second tour |
| Candidats      | Candidats         | Étiquette      | Voix         | %            | Voix        | %           |
| -------------- | ----------------- | -------------- | ------------ | ------------ | ----------- | ----------- |
|                | Jean Denat *      | PS             | 3 211        | 38,43        | 4 612       | 51,36       |
|                | Gérard Gayaud     | UMP            | 2 358        | 28,22        | 2 856       | 31,81       |
|                | Mireille Ribanier | FN             | 1 538        | 18,41        | 1 511       | 16,83       |
|                | Serge Colombaud   | PCF            | 674          | 8,07         |             |             |
|                | Jean-Marc Laisné  | Verts          | 304          | 3,64         |             |             |
|                | Patrick Fernandez | EXD            | 143          | 1,71         |             |             |
|                | André Tassin      | DVG            | 127          | 1,52         |             |             |
|                |                   |                |              |              |             |             |
| Inscrits       | Inscrits          | Inscrits       | 13 254       | 100,00       | 13 254      | 100,00      |
| Abstention     | Abstention        | Abstention     | 4 632        | 34,95        | 4 014       | 30,29       |
| Votants        | Votants           | Votants        | 8 622        | 65,05        | 9 240       | 69,71       |
| Blancs et nuls | Blancs et nuls    | Blancs et nuls | 267          | 3,10         | 261         | 2,82        |
| Exprimés       | Exprimés          | Exprimés       | 8 355        | 96,90        | 8 979       | 97,18       |

*sortant

### Canton de Vézénobres
| Candidats      | Candidats          | Étiquette      | Premier tour | Premier tour | Second tour | Second tour |
| Candidats      | Candidats          | Étiquette      | Voix         | %            | Voix        | %           |
| -------------- | ------------------ | -------------- | ------------ | ------------ | ----------- | ----------- |
|                | Gérard Garossino*  | PS             | 1 711        | 42,22        | 2 571       | 61,14       |
|                | Jacques Gras       | UDF            | 1 204        | 29,71        | 1 634       | 38,86       |
|                | Jean-Pierre Biot   | FN             | 565          | 13,94        |             |             |
|                | Christiane Faucher | PCF            | 330          | 8,14         |             |             |
|                | Jean-Louis Attard  | Verts          | 243          | 6,00         |             |             |
|                |                    |                |              |              |             |             |
| Inscrits       | Inscrits           | Inscrits       | 6 018        | 100,00       | 6 028       | 100,00      |
| Abstention     | Abstention         | Abstention     | 1 806        | 30,01        | 1 544       | 25,61       |
| Votants        | Votants            | Votants        | 4 212        | 69,99        | 4 484       | 74,39       |
| Blancs et nuls | Blancs et nuls     | Blancs et nuls | 159          | 3,77         | 279         | 6,22        |
| Exprimés       | Exprimés           | Exprimés       | 4 053        | 96,23        | 4 205       | 93,78       |

*sortant

### Canton du Vigan
| Candidats      | Candidats           | Étiquette      | Premier tour | Premier tour | Second tour | Second tour |
| Candidats      | Candidats           | Étiquette      | Voix         | %            | Voix        | %           |
| -------------- | ------------------- | -------------- | ------------ | ------------ | ----------- | ----------- |
|                | Roland Canayer      | PS             | 1 295        | 28,60        | 2 046       | 43,42       |
|                | Philippe Metge      | UMP            | 956          | 21,11        | 1 260       | 26,74       |
|                | Jean Boulet         | DVG            | 784          | 17,31        | 1 406       | 29,84       |
|                | Jean-Marie Miss     | DVG            | 411          | 9,08         |             |             |
|                | Jean-Pierre Montane | DVG            | 411          | 9,08         |             |             |
|                | Serge Ressiguier    | PCF            | 391          | 8,64         |             |             |
|                | Boris Bertrand      | FN             | 280          | 6,18         |             |             |
|                |                     |                |              |              |             |             |
| Inscrits       | Inscrits            | Inscrits       | 6 508        | 100,00       | 6 510       | 100,00      |
| Abstention     | Abstention          | Abstention     | 1 831        | 28,13        | 1 591       | 24,44       |
| Votants        | Votants             | Votants        | 4 677        | 71,87        | 4 919       | 75,56       |
| Blancs et nuls | Blancs et nuls      | Blancs et nuls | 149          | 3,19         | 207         | 4,21        |
| Exprimés       | Exprimés            | Exprimés       | 4 528        | 96,81        | 4 712       | 95,79       |